# Belostoma lutarium
Belostoma lutarium är en insektsart som först beskrevs av Carl Stål 1855.  Belostoma lutarium ingår i släktet Belostoma och familjen Belostomatidae. Inga underarter finns listade i Catalogue of Life.